# 레 현종 (20대)
레 현종(베트남어: Lê Huyền Tông / 黎玄宗, 1654년 ~ 1671년 11월 16일(음력 10월 15일))은 대월 후 레 왕조의 제20대 황제(재위: 1662년 ~ 1671년)이다. 성명은 레 주이 부(베트남어: Lê Duy Vũ / 黎維䄔 여유구) 다른 레 주이 히(베트남어: Lê Duy Hi / 黎維禧 여유희)이름은이다.

## 생애
1662년, 신종이 죽자 뒤를 이었다. 재위 동안 기독교를 금지시켰다.
1671년, 현종이 죽자 권신 찐딱이 현종의 동생인 가종을 세웠다.

## 가족 관계

### 후비
- 황후(皇后) 찐 티 응옥앙(Trịnh Thị Ngọc Áng/鄭氏玉𣖮/정씨옥앙)

## 기년
| 현종        | 원년            | 2년        | 3년        | 4년        | 5년        | 6년        | 7년        | 8년        | 9년        |
| ----------- | --------------- | ---------- | ---------- | ---------- | ---------- | ---------- | ---------- | ---------- | ---------- |
| 서력 (西曆) | 1663년          | 1664년     | 1665년     | 1666년     | 1667년     | 1668년     | 1669년     | 1670년     | 1671년     |
| 간지 (干支) | 계묘(癸卯)      | 갑진(甲辰) | 을사(乙巳) | 병오(丙午) | 정미(丁未) | 무신(戊申) | 기유(己酉) | 경술(庚戌) | 신해(辛亥) |
| 연호 (年號) | 경치(景治) 원년 | 2년        | 3년        | 4년        | 5년        | 6년        | 7년        | 8년        | 9년        |

| 전 임 신종 | 제20대 대월 후 레 왕조의 황제 1662년 ~ 1671년 | 후 임 가종 |